# Équipe de France de football en 1951
Chronologie
Saison précédente Saison suivante
Cet article traite de l'année 1951 de l'équipe de France de football.
- Pierre Pibarot remplace Paul Baron comme entraîneur à la tête de l'équipe de France de football.

## Les matchs
| Date              | Stade                                           | Adversaire      | Score | Comp | Buteurs français               |
| 6 février 1951    | Parc des Princes Paris, France                  | Yougoslavie     | V 2-1 | A    | Strappe (4e) & Flamion (62e)   |
| 12 mai 1951       | Windsor Park Belfast, Irlande du Nord           | Irlande du Nord | N 2-2 | A    | Barrate (16e) & Bonifaci (28e) |
| 16 mai 1951       | Hampden Park Glasgow, Écosse                    | Écosse          | D 0-1 | A    | -                              |
| 3 juin 1951       | Stade Luigi Ferraris Gênes, Italie              | Italie          | D 1-4 | A    | Grumellon (34e)                |
| 3 octobre 1951    | Highbury Londres, Angleterre                    | Angleterre      | N 2-2 | A    | Doye (18e) & Alpsteg (19e)     |
| 14 octobre 1951   | Stade des Charmilles Genève, Suisse             | Suisse          | V 2-1 | A    | Doye (27e) & Grumellon (34e)   |
| 1er novembre 1951 | Stade olympique Yves-du-Manoir Colombes, France | Autriche        | N 2-2 | A    | Grumellon (3e & 45e)           |

A : match amical.

## Les joueurs
| Joueurs                                                              |    |    |    |     |    |    |     |
| Gardiens de but                                                      |    |    |    |     |    |    |     |
| Julien Darui (CO Roubaix-Tourcoing) (2 dernières sélections)         | 90 | 90 |    |     |    |    |     |
| Stéphan Dakowski (Nîmes Olympique) (uniques sélections)              |    |    | 90 | 90  |    |    |     |
| René Vignal (RC Paris) (6e sélection)                                |    |    |    |     | 90 | 90 | 90  |
| Défenseurs                                                           |    |    |    |     |    |    |     |
| Robert Jonquet (Stade de Reims)                                      | 90 | 90 | 90 | 90  | 90 | 90 | 90  |
| Roger Marche (Stade de Reims)                                        | 90 | 90 | 90 | 90  |    |    |     |
| Guy Huguet (AS Saint-Étienne)                                        | 90 | 90 | 90 | 90  |    |    |     |
| Marcel Salva (RC Paris)                                              |    |    |    |     | 90 | 90 | 90  |
| André Grillon (Olympique lyonnais) (3 dernières sélections)          |    |    |    |     | 90 | 90 | 90  |
| Milieux                                                              |    |    |    |     |    |    |     |
| André Strappe (LOSC)                                                 | 90 | 90 | 90 | 90  |    | 90 |     |
| Antoine Cuissard (AS Saint-Étienne)                                  | 90 | 90 | 90 | 90  |    |    |     |
| Roger Vandooren (CO Roubaix-Tourcoing) (4e et dernière sélection)    | 90 |    |    |     |    |    |     |
| René Gallice (Girondins de Bordeaux) (1re et dernière sélection)     |    | 90 |    |     |    |    |     |
| Antoine Bonifaci (OGC Nice) (1re sélection)                          |    | 90 | 90 | 90  | 90 | 90 | 90  |
| Kader Firoud (Nîmes Olympique)                                       |    |    |    |     | 90 | 90 | 90  |
| Attaquants                                                           |    |    |    |     |    |    |     |
| Édouard Kargu (Girondins de Bordeaux)                                | 90 | 90 | 90 | r77 |    |    |     |
| André Doye (Girondins de Bordeaux)                                   | 90 |    |    |     | 90 | 90 |     |
| Pierre Flamion (Olympique de Marseille/Olympique lyonnais)           | 90 |    |    |     | 90 |    | 90  |
| Henri Arnaudeau (Stade français-Red Star) (6e et dernière sélection) | 90 |    |    |     |    |    |     |
| Jean Baratte (Lille OSC)                                             |    | 90 | 90 | 13  | 90 | 90 | 90  |
| Edmond Haan (RC Strasbourg) (1re sélection)                          |    | 90 | 90 | 90  |    |    |     |
| René Alpsteg (AS Saint-Étienne)                                      |    |    | 90 | 90  | 90 | 90 | 90  |
| Jean Grumellon (Stade Rennais UC) (5e sélection)                     |    |    |    | 90  | 90 | 90 | 90  |
| Thadée Cisowski (FC Metz) (1re sélection)                            |    |    |    |     |    |    | 10  |
| Marceau Stricanne (Havre AC) (1re et dernière sélection)             |    |    |    |     |    |    | r80 |

## Angleterre - France
Le match de football amical opposant l'équipe de France de football et l'équipe d'Angleterre de football se tient le 3 octobre 1951. Devant 57 605 spectateurs au stade Highbury de Londres. 

### Feuille de match
- Angleterre -  France : 2-2 (2-2)
- Match amical, joué le 3 octobre 1951 à Highbury de Londres, devant 57 603 spectateurs.
- Arbitre : Jack Mowat  Écosse
- Buts : Firoud (4e) c.s.c., Medley (32e) pour l'Angleterre > Doye (18e), Alpsteg (19e) pour la France.

### Évolution du score
- Angleterre 1-0  France : Firoud (4e) c.s.c.
- Angleterre 1-1  France : Doye (18e), reprise de la tête, de 6 m, d'un centre de Salva prolongé de la tête par Flamion.
- Angleterre 1-2  France : Alpsteg (19e), tir sur passe de Baratte.
- Angleterre 2-2  France : Medley (32e)